# Stausee Dettingen
Der Stausee Dettingen befindet sich in Dettingen an der Iller im Landkreis Biberach in Baden-Württemberg nahe der Grenze zu Bayern rund zwölf Kilometer nördlich von Memmingen. 
Er liegt am Illerkanal neben der Iller, einem Nebenfluss der Donau. Der Stausee, das Kanalkraftwerk und der Illerkanal wurden in den Jahren 1926 bis 1928 von den Oberschwäbischen Elektrizitätswerken zur Energieerzeugung angelegt. Heute ist die EnBW der Betreiber des Wasserkraftwerks. Das Absperrbauwerk ist eine 16 m hohe Gewichtsstaumauer.
Die Fischerei am See lag in den Händen des KSFV Biberach e. V.